# Idioma bújaro
El bújaro (בוכארי - buxori; en persa: بخاری-‎, romanizado: boxārī; en tayiko: бухорӣ, romanizado: buxorī) es un dialecto único del persa hablado en Asia Central por los judíos de Bujará.
El bújaro está basado en el persa clásico, con un gran número de palabras de origen hebreo, y un pequeño número de palabras de otros idiomas, incluyendo el uzbeko y el ruso. Está muy relacionado con el tayiko, y también es muy similar con el judeopersa. El vocabulario consiste en una mezcla de palabras persas (tayikas), hebreas, árabes y uzbecas.
Hoy en día el bújaro es hablado por más de 10 000 judíos de Uzbekistán y en sus países vecinos, ya que la mayor parte de los hablantes restantes del idioma emigraron a Israel (donde hay aproximadamente 50.000 hablantes) y a los Estados Unidos.
Como otras lenguas judías, el bújaro usa el alfabeto hebreo. Pero con relación al pasado, el alfabeto usado para el bújaro incluyeron los alfabetos latino (1920-1940) y cirílico (1940) y muchos judíos bújaros solo se hicieron familiares con el alfabeto cirílico al escribir en tayiko, su segundo idioma (y lengua franca de la región) solo por la influencia soviética en la región. Hoy, muchos libros publicados en judeotayiko (bújaro) son escritos con el alfabeto cirílico de Tayikistán, y solo pocas publicaciones han sido escritas en alfabeto hebreo para el bújaro y el tayiko.